# Roger Balian
Roger Balian (18 de janeiro de 1933) é um físico franco-armênio que trabalhou em teoria quântica de campos, termodinâmica quântica e teoria de medição. Balian é membro da Académie des Sciences (Academia Francesa de Ciências). Seu importante trabalho inclui o teorema de Balian-Low. Leciona física estatística na École Polytechnique.

## Obras
- From Microphysics to Macrophysics. Translators Dirk ter Haar, John F. Gregg. [S.l.]: Springer. 2007. ISBN 978-3-540-45469-4
- Roger Balian; Jean Zinn-Justin, eds. (1981). Méthodes en théorie des champs. [S.l.]: World Scientific. ISBN 978-9971-83-078-6
- A. Aspect, R. Balian, G. Bastard, J.P. Bouchaud, B. Cabane, F. Combes, T. Encrenaz, S. Fauve, A. Fert, M. Fink, A. Georges, J.F. Joanny, D. Kaplan, D. Le Bihan, P. Léna, H. Le Treut, J-P Poirier, J. Prost et J.L. Puget, Demain la physique, (Odile Jacob, 2009)  (ISBN 9782738123053)

### Outras obras
- Roger Balian; Le plaisir des mathématiques
- Roger Balian; Le temps macroscopique
- Roger Balian; Physique fondamentale et énergétique : les multiples visages de l'énergie
- Roger Balian; Entropie, information : un concept protéiforme